# LaNada Boyer
LaNada Boyer (Fort Hall, Idaho) és una índia bannock activista de l'AIM per tal de lluitar contra la pobresa a la seva reserva. Havia estat la primera índia admesa a la Universitat de Berkeley, on va impulsar l'organització d'assistència Native American Students Organization, que impulsaria l'activisme. El 1969 fou un dels 14 ocupants de l'illa d'Alcatraz juntament amb Richard Oakes (mohawk), Al Miller (seminola), Gerald Sam (Round Valley), Joe Bill (inuit), Deanna Francis (maliseet), Mickey Gemmill (Pit River), Robert Kaniatobe (choctaw), Ronald Lickers (seneca), Joyce Rice (winnebago), i altres. Actualment és professora d'universitat.